# Лейтенант-губернатор
Лейтенант-губернатор (англ.  lieutenant governor, фр. lieutenant-gouverneur) — посадова особа, яка виконує офіційні службові обов'язки на територіях, що раніше перебували під управлінням британської корони.

## В Австралії
На початку британської колонізації Новий Південний Уельс перебував під контролем губернатора, а інші колонії, Тасманія (в той час «Van Diemen's Land») і Нова Зеландія (в той час «Bay of Islands»),— під контролем лейтенант-губернатора.
Сьогодні на федеральному рівні немає лейтенант-губернатора, але на рівні штатів ще є лейтенант-губернатори, адміністратори («Administrators») і голови («Chief Justices») Верховного суду штату; між тим, у багатьох штатах, зокрема, в Новому Південному Уельсі, Вікторії і Південній Австралії, лейтенант-губернатор виступає як голова Верховного суду.

## У Канаді
Призначається генерал-губернатором Канади за поданням федерального прем'єр-міністра, представляє британську корону і уряд Канади в законодавчих зборах провінцій. Таким чином, де-юре він є главою держави в провінції, в якій призначений.

## Острів Мен
Лейтенант-губернатор острова Мен є представником британської корони.

## Нормандські острови
Два лейтенант-губернатора — один для коронного володіння Джерсі, другий для коронного володіння Гернсі — є представниками британської корони. Вони призначаються британським монархом з титулами герцогів Нормандських за порадою британського уряду.